# 진촌항
진촌항은 경상남도 통영시 사량면 금평리 사량도 섬에 있는 어항이다. 1972년 2월 23일 지방어항으로 지정하여 관리하고 있다. 시설관리자는 통영시장이다.

## 어항 구역
동측방파제 기점에서 W방향으로 그은선이 해안선과 맞닿는 선내의 구역(107,500m2)

## 어항 시설
- 방파제 330m, 물양장 210m

## 개발 계획
2015년 8월 20일 변경 고시된 어항 개발(정비)계획은 다음과 같다.
- 외곽시설 : 방파제 342m
- 계류시설 : 물양장 184m, 선착장 150m

## 주요 어종
- 볼락, 넙치, 돔